# Municipio de Buckingham (condado de Bucks)
El municipio de Buckingham (en inglés: Buckingham Township) es un municipio ubicado en el condado de Bucks en el estado estadounidense de Pensilvania. En el año 2000 tenía una población de 16.442 habitantes y una densidad poblacional de 191.9 personas por km².

## Geografía
El municipio de Buckingham se encuentra ubicado en las coordenadas 40°22′33″N 75°04′59″O / 40.37583, -75.08306.

## Demografía
Según la Oficina del Censo en 2000 los ingresos medios por hogar en la localidad eran de $82,376 y los ingresos medios por familia eran $90,968. Los hombres tenían unos ingresos medios de $71,649 frente a los $42,973 para las mujeres. La renta per cápita para la localidad era de $35,735. Alrededor del 4,1% de la población estaban por debajo del umbral de pobreza.